# 腹腔内出血
腹腔内出血（ふくくうないしゅっけつ、英: intraabdominal bleeding, hemoperitoneum、独: intraabdominale Blutung, Hämoperitoneum）は、腹腔内における臓器損傷もしくは血管離断により腹腔内に血液が貯留した状態である。

## 概要
腹腔内出血には、肝癌、脾嚢胞、動脈瘤、動脈瘤破裂、卵巣嚢腫、子宮外妊娠、出血性膵炎、術後出血などによる非外傷性出血と、実質器損傷、腸間膜損傷、血管損傷による外傷性出血がある。
大量出血が起こると血圧低下、頻脈、皮膚蒼白、冷汗などのショック症状、濁音界移動を伴った腹部膨隆、腹痛が生じ、検査では赤血球数、血色素量、ヘマトクリット値、中心静脈圧値、時間尿量が減少、低下する。
緊急時の診断においては、病歴、症状、所見の他、腹腔穿刺、腹腔洗浄法、超音波検査が有効である。全身状態が安定していればCTスキャン、出血源の確認、塞栓術による止血を兼ねた腹部動脈造影を行う。
治療としては経皮的静脈穿刺、静脈切開による輸液路確保と輸液、輸血、酸素投与、止血を施す。腹腔内多発臓器損傷や大血管損傷による高度の出血に対しては腹部大動脈遮断、もしくは開胸による胸部大動脈遮断を施す。

### 血管損傷
血管損傷はほとんどの場合、血管外傷（英: vascular injury, trauma of the blood vessel、独: Verletzung des Gefäßes, Trauma des Gefäßes）として発生する。血管外傷は交通事故、労働災害、喧嘩などによる発生が多く見られ、他にカテーテルなど医原性のものとして起こることもある。血管外傷には刃物、強い鈍力などによる開放性損傷と、鈍力、骨などによる非開放性損傷がある。特に胸腔、腹腔における損傷は血胸、腹腔内出血によるショックを招く恐れがあり、十分な検査が必要である。
血管が離断されていない損傷は動脈のみの場合が多く、症状として血管攣縮、挫滅による解離、血栓形成などによる血行障害が現れる。血管の離断がある場合は静脈損傷、神経損傷を合併していることが多い。
四肢の動脈損傷は比較的止血が容易であるが、下肢、特に膝窩動脈を結紮する場合は末梢がほぼ100%壊死するため、血行再建を必要とする。
陳旧性損傷では頸動脈瘻を形成することがあり、治療の際に注意が必要である。
診断は内出血の疑いがあればCT、超音波検査が有効で、四肢末端の場合は皮下血腫に伴う阻血症状で容易であるが、血管造影、ドップラー血流計などで確定診断できる。治療は血行再建を優先し、壊死切迫の場合には切断する方がよい。静脈損傷はあまり問題視されず、再建の必要も特にないが、大動脈損傷は致命的であり、外科治療をする。